# Michael García
Michel Gibrant García García (Ciudad de México, México, 27 de agosto de 1986) es un futbolista mexicano. Juega de Mediocampista.

## Trayectoria

### Clubes
| Club                  | País          | Año             | Partidos | Goles |
| --------------------- | ------------- | --------------- | -------- | ----- |
| América               | México        | 2009 - 2010     | 1        | 0     |
| Albinegros de Orizaba | México        | 2010 - 2011     | 12       | 0     |
| América               | México        | 2011 - 2012     | 1        | 0     |
| Necaxa                | México        | 2012 - 2017     | 149      | 7     |
| Tampico Madero FC     | México        | 2017 - 2018     | 14       | 0     |
| Alebrijes de Oaxaca   | México        | 2018 - presente | 15       | 1     |
| Total carrera         | Total carrera | Total carrera   | 191      | 8     |

## Palmarés

### Campeonatos nacionales
| Título                    | Club      | País   | Año  |
| ------------------------- | --------- | ------ | ---- |
| Liga de Ascenso           | Necaxa    | México | 2014 |
| Liga de Ascenso de México | Necaxa    | México | 2016 |
| Campeón de Ascenso        | Necaxa    | México | 2016 |
| Ascenso MX                | Alebrijes | México | 2019 |

- Subcampeón con Necaxa del Torneo Clausura 2013 Liga de Ascenso
- Subcampeón con Necaxa del Torneo Apertura 2013 Liga de Ascenso
- Subcampeón con Necaxa de la Copa México Clausura 2016